# 20268 Racollier
20268 Racollier è un asteroide della fascia principale. Scoperto nel 1998, presenta un'orbita caratterizzata da un semiasse maggiore pari a 2,3750482 UA e da un'eccentricità di 0,1281672, inclinata di 6,25083° rispetto all'eclittica.